# 埃夫西米奥斯·米塔斯
埃夫西米奥斯·米塔斯（希臘語：Ευθύμιος Μήτας，1985年5月15日—），希腊男子射击运动员，2012年欧洲飞碟射击锦标赛男子双向飞碟和男子双向飞碟团体银牌得主、2023年世界射击锦标赛男子双向飞碟金牌得主。